# Pello (Övertorneå)
Pello è una piccola località (småort in svedese) del comune di Övertorneå (contea di Norrbotten, Svezia).
È situata sulle rive del fiume Torne, sulla sponda opposta al comune finlandese di Pello.
Nel 2005 la popolazione era di 193 abitanti.